# Union des ligues nord-africaines de football
 (février 2025).
Motif : Page mal sourcée.
- Archive Wikiwix
- Bing
- Cairn
- DuckDuckGo
- E. Universalis
- Gallica
- Google
- G. Books
- G. News
- G. Scholar
- Persée
- Qwant
- (zh) Baidu
- (ru) Yandex
- (wd) trouver des œuvres sur Wikidata

| 1. | Préciser le motif de la pose du bandeau. | Précisez le motif de la pose du bandeau en utilisant la syntaxe suivante : {{admissibilité à vérifier\|date=août 2025\|motif=remplacez ce texte par le motif}}                                                    |
| 2. | Informer les utilisateurs concernés.     | Pensez à avertir le créateur de l'article, par exemple, en insérant le code ci-dessous sur sa page de discussion : {{subst:avertissement admissibilité à vérifier\|Union des ligues nord-africaines de football}} |

L'Union des ligues nord-africaines de football, abrégé en ULNA, était une organisation de football crée en 1919 et disparue en 1956.

## Histoire
L'organisation périclite avec l'indépendance de la Tunisie et du Maroc, qui créent leur propre fédération. Elle est dissoute le 4 août 1956 et est suivie en Algérie de l'Union des ligues algériennes de football.

## Organisation
L'ULNA avait cinq membres :
La LAFA : Ligue d'Alger de Football Association.
La LCFA : Ligue de Constantine de Football Association.
La LMFA : Ligue du Maroc de Football Association.
La LOFA : Ligue d'Oran de Football Association.
La LTFA : Ligue de Tunisie de Football Association.

## Compétitions

### Clubs
- Championnat d'Afrique du Nord de football
- Coupe d'Afrique du Nord de football
- Coupe de l'Amitié Nord-Africaine de football

### Tournoi interligues
S'est déroulée une compétition entre les sélections des Ligues appelée Tournoi Interligues Nord-Africaines de football :
- 1922[3] : Oran
- 1929[4] : Oran-Maroc
- 1937[5] : Oran et Constantine
- 1938[6] : Alger
- 1941[7] : Oran
- 1946[8] : Alger
- 1947[9] : Maroc
- 1948[10] : Maroc
- 1949[11] : Maroc